# Гильберт Порретанский
Гильбе́рт Порретанский, Жильбе́рт из Пуатье́ (лат. Gilbertus Porretanus, фр. Gilbert de la Porré; 1085/1090, Пуатье — 1154, Пуатье) — французский философ (схоласт) и богослов. Епископ Пуатье (1142—1154).

## Жизнь
Учился в Пуатье, в Париже — у Гильома де Шампо, в Шартре — у Бернара, в Лаоне — у Ансельма и его брата Рауля. Преподавал в Шартре и Париже. Будучи сторонником умеренного реализма, на Санском соборе (1140) критиковал концептуализм Абеляра в качестве официального обвинителя. Позднее, уже в сане епископа Пуатье, выступил с толкованием догмата о Троице, чем навлёк на себя обвинение в ереси. Его противники, к числу которых принадлежал и влиятельный св. Бернар Клервоский, приписывали ему введение четвёртого Лица Троицы (утверждение Четверицы). Гильберт, однако, сумел доказать ошибочность обвинений, не был осужден и сохранил звание епископа до самой смерти.
Последователями Гильберта были порретане (порретанцы, лат. porretani) — группа схоластиков-реалистов.

## Сочинения
- Подлинные
  - Комментарии к «Малым теологическим трактатам» (лат. Opuscula sacra) Боэция.
    - Комментарий к «О Троице» (лат. De trinilate)
    - Комментарий к «О субстанциях» (лат. De bonorum hebdomade)
    - Комментарий к «О седьмицах благ»
    - Комментарий к «Против Евтихия и Нестория»
- Подложное
  - книга «О шести началах» (лат. De sex principiis) или «Книга шести начал» (лат. Liber sex principiorum). В ней подробно разбираются последние шесть категорий из аристотелевского списка, и т.о. она дополняет «Категории».

## Учение

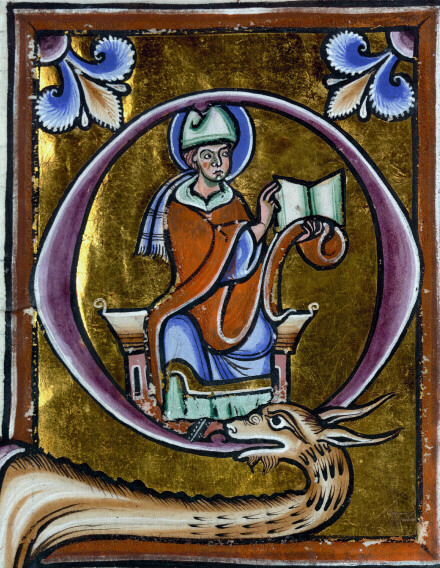
Гильберт Порретанский

Гильберт различал субстанцию и субсистенцию, «то, что есть» (лат. id, quod est) и «то, благодаря чему оно есть» («то, в силу чего оно есть», лат. id, quo est), порожденную вещь и её природу. Так например, единичный человек есть человек благодаря своей единичной человечности (видовая субсистенция), животное благодаря своей единичной животности (родовая субсистенция), белое благодаря своей единичной белизне (акцидентальная субсистенция). Все субсистенции индивида составляют его индивидуальное свойство, благодаря которому он и является индивидом.
Перенос любого имени или системы именования с природной вещи на природу, и тем более, с вещей на Бога пропорциональных поправок (пропорциональный перенос — лат. transumptio proportionata).
Итак, каждое из Лиц Троицы есть Лицо благодаря своему персональному свойству, и Бог есть Бог благодаря своей сущности (божественности), но Лицо и есть само свойство, а Бог и есть сама божественность. Т.о. обвинения, выдвигавшиеся в адрес Гильберта, действительно были несостоятельны.